# Justícia (Star Trek: La nova generació)
"Justícia" (títol original en anglès "Justice") és el vuitè episodi de la primera temporada de la sèrie de televisió de ciència-ficció estatunidenca Star Trek: La nova generació, es va emetre originalment el 9 de novembre de 1987, en redifusió als Estats Units. Dirigit per James L. Conway, l'escriptor John D. F. Black va presentar la història originalment, però després de Worley Thorne i Gene Roddenberry la va modificar, Thorne va escriure el guió. A causa dels canvis a la història, Black va optar per rebre el seu crèdit sota el pseudònim Ralph Wills.
Ambientada al segle XXIV, la sèrie segueix les aventures de la tripulació de la nau de la Flota Estel·lar de la Federació Enterprise-D. En aquest episodi, Wesley Crusher (Wil Wheaton) és condemnat a mort després de trencar sense voler la llei en un planeta alienígena. El capità Jean-Luc Picard (Patrick Stewart) ha de fer front al poderós i misteriós protector del planeta mentre delibera si ha de violar la Primera  Directiva per salvar la vida d'en Wesley.
Aquest va ser el primer episodi de La nova generació que va incloure múltiples plans filmats en ubicació, amb escenes filmades a Van Nuys (Los Angeles), i la Biblioteca Huntington a San Marino (Califòrnia). "Justícia" va ser el segon episodi més vist de la primera temporada, amb 12,7 milions d'espectadors. Tanmateix, a la revisió, l'episodi va rebre moltes respostes negatives, i els crítics van assenyalar problemes amb la qualitat de l'actuació i la trama.

## Argument
L'USS Enterprise arriba amb un permís a terra al paradisíac planeta recentment descobert de Rubicun III. Un petit grup avançat de la nau és enviat a baix per reunir-se amb els edo, la gent nativa del planeta. El capità Jean-Luc Picard (Patrick Stewart) envia Wesley Crusher (Wil Wheaton) com a part de l'equip visitant per avaluar el planeta en nom dels joves a bord de l' Enterprise. A la seva arribada, són rebuts per Rivan (Brenda Bakke) i Liator (Jay Louden) d'una manera molt còmoda, de manera que el tinent Worf (Michael Dorn) pot determinar que és un "planeta agradable", mentre que Wesley deixa els adults per socialitzar amb adolescents nadius. A l'Enterprise, el tinent comandant Data (Brent Spiner) informa d'alguna cosa inusual orbitant al voltant del planeta, però no apareix res a la pantalla de visualització. Envia un senyal de comunicacions que revela un altre vaixell en òrbita. Una petita bola de llum entra al pont i es comunica amb Picard amb una veu rebombori, advertint-li que no interfereixi amb els edo, anomenant-los els seus "fills". Aleshores, l'intrús incapacita Data.
A Rubicun III, els edo expliquen a la tinent Tasha Yar (Denise Crosby) i a Worf que la pena de mort s'utilitza per fer complir les seves lleis. L'equip visitant s'afanya a avisar a Wesley, només per descobrir que accidentalment ha trencat un hivernacle mentre jugava a catch amb els joves d'Edo. Un mediador d'Edo, o policia, intenta donar a Wesley una injecció letal per aquesta infracció de la llei, però Yar i Worf treuen els seus fasers. A la nau, l'esfera abandona el cos de Data i se'n va. Picard, en saber de la situació amb Wesley, es transporta a la superfície. Es reuneix amb representants de l'Edo en una sala del consell i els explica que la Terra ja no practica la pena capital. Alguns Edo interpreten aquesta postura com un intent de la Federació d'impulsar la seva superioritat i suggereixen que Picard hauria de fer un esforç de rescat per al noi. Diu que no pot, citant la Primera Directiva.
Picard pregunta sobre la misteriosa en òrbita i descobreix que els Edo l'adoren com a déu. Torna a la seva nau amb Rivan i la consellera Deanna Troi (Marina Sirtis). Rivan veu l'estranya nau des de l'òrbita i confirma que és el déu d'Edo. És transportada de nou a la superfície quan la nau amenaça l' Enterprise per haver-la allunyat del planeta, i que ara el capità i la resta de la nau han de compartir el destí de Wesley segons el codi Edo. Les dades revelen que, mentre estigués en comunicació amb l'entitat, protegirà els Edo com si fossin els seus fills. Després de considerar les seves opcions, Picard torna a la superfície del planeta i anuncia que està disposat a arriscar-se a la ira de l'entitat. Ordena el transport d'en Wesley a l' Enterprise, però l'entitat desactiva els transportadors i torna a amenaçar amb destruir la resta de la nau. Picard n'ha tingut prou, i demana al déu Edo que les lleis han de permetre excepcions per garantir la justícia, i després d'aquesta declaració els teletransportadors tornen a connectar-se, permetent que l'equip visitant torni. En sortir del planeta, Picard es comunica amb l'entitat per informar-li que se'n van i que eliminaran els colons col·locats recentment en un sistema estel·lar proper sota la jurisdicció reclamada de l'entitat, si l'entitat així ho manifesta. Tanmateix, l'oferta final va ser rebutjada ja que l'entitat informa a Picard que s'allunyi de l'Edo abans de desaparèixer. Picard lamenta que no s'hagin comunicat més, i l' Enterprise marxa.

## Repartiment i doblatge al català
La sèrie va ser doblada al català pels estudis Tramontana (primera part) i Soundtrack (segona part) i emesa a TV3 l’any 1991. Els dobladors de l'episodi foren:
| Personatge      | Actor/actriu    | Veu en català    |
| --------------- | --------------- | ---------------- |
| Jean-Luc Picard | Patrick Stewart | Joan Crosas      |
| William Riker   | Jonathan Frakes | Antoni Forteza   |
| Data            | Brent Spinner   | Joaquim Sota     |
| Geordi La Forge | LeVar Burton    | Aleix Estadella  |
| Worf            | Michael Dorn    | Enric Arquimbau  |
| Beverly Crusher | Gates McFadden  | Pilar Rubiella   |
| Deanna Troi     | Marina Sirtis   | Alicia Laorden   |
| Tasha Yar       | Denise Crosby   | Teresa Manresa   |
| Wesley Crusher  | Will Wheaton    | Roger Pera       |
| Liator          | Jay Louden      | Joan Pera        |
| Rivan           | Brenda Bakke    | Sílvia Vilarrasa |

## Producció

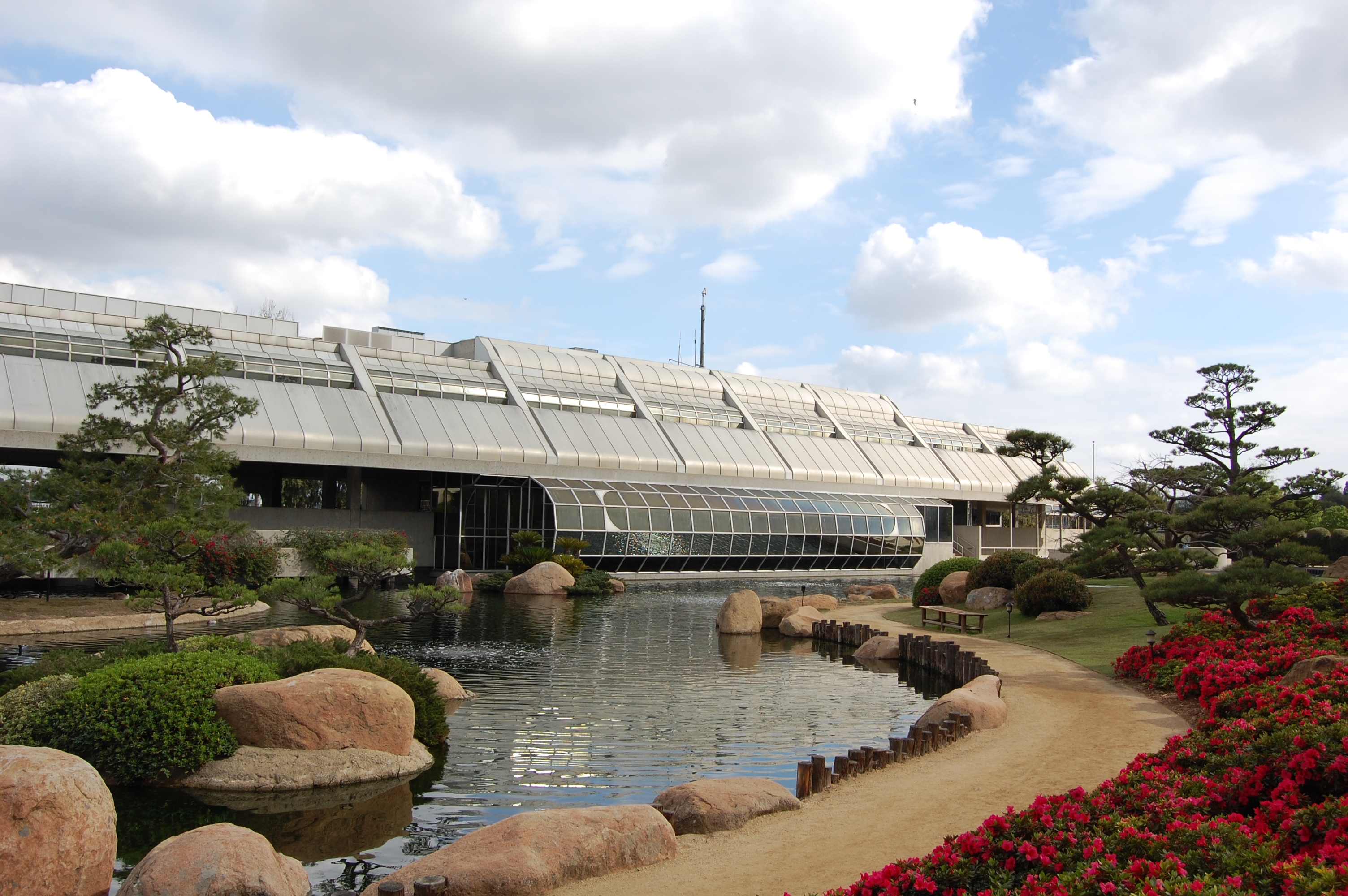
Camí del jardí, estany i edifici administratiu de la Tillman Water Reclamation Plant que s'ha utilitzat per a diversos planetes durant Star Trek: La nova generació

L'argument original de John D. F. Black va incloure una història sobre la pena capital. La seva idea es basava en un tractament cinematogràfic que detallava el planeta colònia de Llarof on la pena capital es dicta com a condemna per a qualsevol delicte excepte contra aquells que són immunes a la llei. En el tractament, un  oficial de seguretat és assassinat per un agent de l'ordre local, que després és mort per la seva parella per matar injustament el tripulant de l' Enterprise. El planeta hauria tingut una facció rebel que volia enderrocar les lleis, que Picard es va negar a donar suport inicialment mentre citava la Primera Directiva. Un segon esborrany presentava un líder rebel executat per traïció. Black va explicar la premissa d'una societat que desenvolupava lleis per prevenir el terrorisme i el caos: "Diguem que el que fem és matar tothom que sigui terrorista o sospitós de ser terrorista. Ara les persones que han matat a tothom, què fan?"
La idea va ser reescrita pel creador del programa Gene Roddenberry i l'escriptor Worley Thorne. Van ser Roddenberry i Thorne els qui van crear l'entitat divina i van sexualitzar els Edo. James L. Conway va dirigir l'episodi, després d'acabar l'episodi "Jack in the Box" de MacGyver. Josh Clark, que interpreta a un oficial de navegació a "Justícia", més tard apareix com a tinent Joe Carey a les set temporades de Star Trek: Voyager.
"Justícia" és el primer episodi de Star Trek: La nova generació filmat majoritàriament en localització, i la primera de totes les escenes al lloc que no siguin les ambientades a l'holocoberta a "Trobada a Farpoint". Les escenes rodades a The Japanese Garden (Tillman Water Reclamation Plant) a Van Nuys, Los Angeles, es van localitzar sota la trajectòria de vol de l'aeroport de Van Nuys. El soroll dels avions enlairats era tan fort que els actors van haver de tornar a gravar les seves línies a l'estudi. El rodatge de l'escena on Wesley s'estavella contra l'hivernacle es va produir als terrenys de la Biblioteca Huntington a Pasadena (Califòrnia).
El llibre de 2012, Star Trek: The Next Generation 365 assenyala que Tillman Water Reclamation Plant va tenir tant èxit com a lloc de rodatge, que es va reutilitzar per a la producció a l'episodi "El primer deure" i diverses més vegades com a lloc de rodatge per a altres programes, com ara "Star Trek: Deep Space Nine".

## Recepció
"Justícia" es va emetre per primera vegada en redifusió el 8 de novembre de 1987. Va rebre una puntuació de Nielsen de 12,7 milions, col·locant-lo en tercer lloc en la franja horària. Va ser el segon episodi més vist de la primera temporada, després de l'estrena "Trobada a Farpoint", que va ser vista per 15,7 milions d'espectadors.
Diversos crítics van tornar a veure l'episodi després del final de la sèrie. El membre del repartiment Wil Wheaton va veure "Justícia" per a AOL TV el desembre de 2006. Va observar problemes amb la seva interpretació i el desenvolupament de la trama, especialment quan Picard transporta la dona Edo a l' "Enterprise". Wheaton va considerar que les accions de Picard eren una clara violació de la Primera Directiva, que d'altra manera es trobava al cor de l'episodi. D'altra banda, pensava que l'episodi mostrava una dinàmica adequada entre Picard i la tripulació del pont, i creia que abordava un problema ètic real d'una manera que es veu amb més freqüència a la sèrie de televisió Battlestar Galactica. Wheaton va donar a l'episodi "Justícia" una nota de B+.
Keith DeCandido va ressenyar l'episodi per a Tor.com el maig de 2011. Va dir que l'episodi "s'enfonsa sota el pes del seu propi ridícul", i va criticar els Edo com a caricatures. DeCandido va pensar que la trama que involucrava Wesley era previsible, però que el guió per Picard va ajudar a consolidar-lo com un "gran personatge". Va donar a l'episodi una puntuació de dos sobre deu.
James Hunt va ressenyar l'episodi per Den of Geek el novembre de 2012. Li agradava la idea central, però va dir que era típica de la mala qualitat dels primers episodis de la sèrie. Hunt també va pensar que no es van abordar diversos detalls de la trama, com ara l'origen de l'entitat alienígena i el motiu de la por dels edo. Jamahl Epsicokhan al seu lloc web Jammer's Reviews, va dir que l'episodi presentava "una altra forma de vida infinitament superior amb el tòpic Trek'', i va incloure un debat que era "més obtús que il·luminador". Va donar és una puntuació d'un sobre quatre. El 2018, CBR va incloure aquest episodi en una llista d'episodis de Star Trek que són "tan dolents que s'han de veure."
WhatCulture va classificar aquest episodi com el 16è pitjor episodi de Star Trek. El 2019, ScreenRant el va classificar com el setè pitjor episodi de Star Trek: La nova generació segons les puntuacions d'IMDB, que era de 6 sobre 10 en aquell moment.

## Estrena en mitjans domèstics
"Justice" es va publicar per primera vegada en videocasset VHS als Estats Units i al Canadà l'1 de juliol de 1992. L'episodi es va incloure més tard a la caixa del DVD de la primera temporada de Star Trek: La nova generació', llançada el març de 2002. L'episodi es va publicar com a part de la primera temporada en Blu-ray el 24 de juliol de 2012. L'edició en Blu-Ray mostra l'episodi en format de vídeo 1080p amb 7.1 DTS-HD Master Audio.
Els episodis de "Trobada a Farpoint" a "Datalore" es van publicar al Japó a LaserDisc el 10 de juny de 1995, com a part de First Season Part.1. Aquest incloïa l'episodi de la primera temporada "Sols entre nosaltres", i la caixa té una durada total de 638 minuts en diversos discs de vídeo òptics de 12 polzades.